# Vehementer nos
Vehementer nos (hrvatski: Nije vam dopušteno) je 6. enciklika pape Pija X. Objavljena je 11. veljače 1906. godine. Glavna tema enciklike je o francuskom zakonu o odvajanju Crkve od države. Papa je taj potez osudio kao "apsolutno netočnu tezu i najpogubniju zabludu":

## Poveznice
- Pio X.
- Enciklike Pija X.

## Vanjske poveznice
- Tekst enciklike na engleskom